# Ischiopsopha ceramensis
Ischiopsopha ceramensis är en skalbaggsart som beskrevs av Wallace 1867. Ischiopsopha ceramensis ingår i släktet Ischiopsopha och familjen Cetoniidae. Inga underarter finns listade i Catalogue of Life.